# Alaksandr Łukaszenka
Alaksandr Ryhorawicz Łukaszenka (biał. Аляксандр Рыгоравіч Лукашэнка, ros. Александр Григорьевич Лукашенко, Aleksandr Grigorjewicz Łukaszenko; ur. 30 sierpnia 1954 w Kopysiu) – białoruski polityk, prezydent Białorusi od 1994 roku, sprawujący władzę autorytarną, od 2020 nieuznawany przez Stany Zjednoczone, Wielką Brytanię, Kanadę oraz Unię Europejską za legalnego przedstawiciela tego państwa na arenie międzynarodowej.

## Życiorys

### Młodość
Urodził się 30 sierpnia 1954 roku w osiedlu typu miejskiego Kopyś, w rejonie orszańskim obwodu witebskiego Białoruskiej SRR jako jedyne dziecko Kaciaryny Trafimauny Łukaszenki, niezamężnej pracownicy Orszańskiego Kombinatu Lnianego. Jego ojciec jest nieznany. Wkrótce po urodzeniu Alaksandra, matka przeprowadziła się z nim w pobliże swojej rodziny, do Aleksandrii (wówczas Aleksandria-2, centrum kołchozu „Dnieprowski”), gdzie pracowała jako dojarka. Alaksandr wychowywał się w trudnych warunkach materialnych i ze stygmatem panieńskiego dziecka. Uczył się w Szkole Średniej w Aleksandrii i chodził do szkoły muzycznej, gdzie od V do VIII klasy opanowywał grę na bajanie. W 1969 roku zaczął być aktywny politycznie i wstąpił do Rewolucyjnego Komunistycznego Związku Młodzieży (Komsomołu), w którym zajmował się propagandą.
W latach 1971–1975 studiował na Wydziale Historycznym Mohylewskiego Państwowego Instytutu Pedagogicznego (MPIP), po ukończeniu którego uzyskał wykształcenie nauczyciela historii i wiedzy o społeczeństwie. Skierowano go na kilka miesięcy do pracy w Szkole Średniej nr 1 w Szkłowie jako nauczyciela i sekretarza komitetu Komsomołu (według innego źródła w tym okresie pracował na MPIP dla Komsomołu, kontrolując jakość żywności). Od listopada 1975 do 1977 roku (według innego źródła – do 1976) odbywał obowiązkową służbę wojskową w szeregach pogranicznych wojsk KGB w Brześciu. Pełnił tam funkcję instruktora oddziału politycznego ds. Komsomołu w jednostce wojskowej nr 2187 Zachodniego Okręgu Pogranicznego. W latach 1977–1978 pracował jako sekretarz komitetu Komsomołu Mohylewskiej Miejskiej Organizacji ds. Handlu Towarami Spożywczymi i instruktor Październikowego Rejonowego Komitetu Wykonawczego miasta Mohylewa. W latach 1978–1980 był sekretarzem odpowiedzialnym Szkłowskiej Rejonowej Filii Wszechzwiązkowego Towarzystwa „Wiedzy” (ros. „Znanije”). W 1979 roku wstąpił do Komunistycznej Partii Białorusi i zaczął podejmować wysiłki w kierunku uzyskania stanowiska kierowniczego w kołchozie. W latach 1980–1982 ponownie znalazł się w wojsku, służąc w 120. Gwardyjskiej Dywizji Piechoty Zmechanizowanej Sił Zbrojnych ZSRR w Mińsku jako zastępca ds. politycznych dowódcy kompanii czołgów w jednostce wojskowej nr 04104.
W latach 1982–1983 pełnił funkcję zastępcy przewodniczącego kołchozu „Udarnik” w rejonie szkłowskim. W latach 1983–1985 był zastępcą dyrektora Szkłowskiego Kombinatu Materiałów Budowlanych. W 1985 roku ukończył Białoruską Państwową Akademię Gospodarstwa Wiejskiego, zdobywając wykształcenie ekonomisty produkcji rolno-przemysłowej. W latach 1985–1987 pracował jako sekretarz komitetu partyjnego kołchozu im. Lenina. Od marca 1987 do lipca 1994 roku (według innych źródeł – do 1990 roku) pracował jako dyrektor sowchozu „Haradziec” w rejonie szkłowskim. W tym okresie w Związku Radzieckim zaczęto wprowadzać reformy polityczne i gospodarcze w ramach tzw. „pieriestrojki”. Alaksandr Łukaszenka odniósł się do nich entuzjastycznie, zwłaszcza do reform wprowadzających leasing w kołchozach, pozwalający samodzielnie gospodarować nadwyżkami produkcji. Jego zarządzanie sowchozem uznano za efektywne, w wyniku czego został m.in. wybrany do komitetu rejonowego KPB i zaproszony do Moskwy na konferencję prowadzoną przez Michaiła Gorbaczowa jako przykład dyrektora z powodzeniem wprowadzającego zasady leasingu. Pełniąc funkcję dyrektora sowchozu, odznaczył się jednak także brutalnym podejściem do pracowników, stosując przemoc fizyczną wobec 8 do 12 z nich. Za pobicie sowchozowego traktorzysty zostało przeciwko niemu wszczęte śledztwo.
Zdaniem Alaksandra Fiaduty, Alaksandr Łukaszenka już w młodości cechował się bardzo wysokimi ambicjami i dążył do politycznej kariery w strukturach państwa radzieckiego poprzez wejście w skład, a następnie awans w łonie tzw. „nomenklatury”. W okresie ZSRR wszedł w skład politycznej nomenklatury średniego szczebla w obwodzie mohylewskim, nie należał jednak do elity politycznej Białoruskiej SRR.

### Działalność polityczna przed prezydenturą

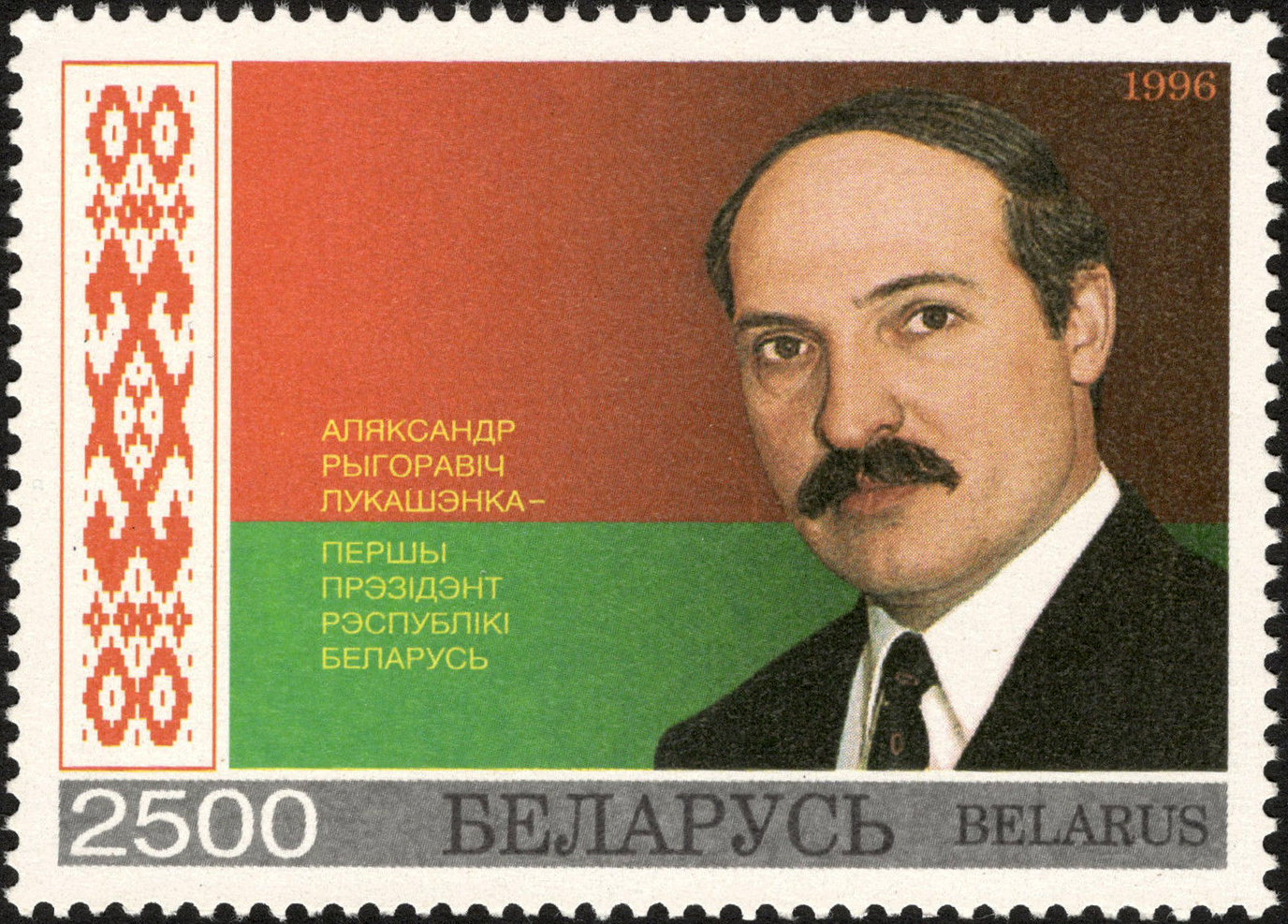
Białoruski znaczek pocztowy z wizerunkiem prezydenta Alaksandra Łukaszenki, 1996 rok

W 1989 roku Alaksandr Łukaszenka zorganizował w swoim sowchozie okręgowe zebranie wyborcze i został wystawiony jako kandydat z tego okręgu na deputowanego na Zjazd Deputowanych Ludowych ZSRR. W czasie kampanii wyborczej dystansował się od KPB, obwiniając działaczy partyjnych i mieszkańców miast za złą sytuację materialną swoich wyborców. Przegrał w drugiej turze w stosunku 49% do 51% z Wiaczasłauem Kiebiczem. W czasie wyborów parlamentarnych 4 marca 1990 roku został wybrany na deputowanego ludowego do Rady Najwyższej Białoruskiej SRR XII kadencji, pokonując w drugiej turze swojego byłego przełożonego, Jausieja Karniejeua z wynikiem 68,2%. W związku z otrzymaniem immunitetu, śledztwo przeciwko Łukaszence w sprawie pobicia traktorzysty zostało umorzone.
Pracując w parlamencie, Alaksandr Łukaszenka wyróżniał się wysoką aktywnością. Często korzystał z możliwości wystąpień i zabierał głos w debatach, także w dziedzinach niebędących jego specjalnością. W swoich wystąpieniach popierał prywatyzację, identyfikował się jako opozycjonista i dystansował od KPB, która w tym czasie traciła wpływy. Poparł inicjatywę Hienadzia Hruszawego, aby zorganizować wyjazd dzieci poszkodowanych w wyniku katastrofy w Czarnobylu na rehabilitację do Niemiec, organizując grupę ze Szkłowa. Uczestniczył w spotkaniach opozycyjnej frakcji Białoruskiego Frontu Ludowego (BFL), jednak większość jego propozycji była tam odrzucana jako bliska ideologii komunistycznej i niezgodna z polityką frakcji. Uczestniczył w tworzeniu Partii Zgody Ludowej, razem z Alaksandrem Sasnouem kierując pierwszym posiedzeniem komitetu organizacyjnego partii. Kandydował do jej kierownictwa, ale nie został wybrany. Zdaniem Sasnoua, Łukaszenka nie miał żadnych konstruktywnych propozycji, a przede wszystkim dążył do objęcia kierowniczego stanowiska. W kwietniu 1991 roku, w czasie strajków przeciwko podwyżkom cen, wystąpił o odwołanie ze stanowiska premiera Wiaczasłaua Kiebicza. Na przełomie wiosny i lata tego samego roku utworzył grupę deputacką „Komuniści dla Demokracji” (według innego źródła – frakcję „Komuniści Białorusi za Demokrację”). Frakcja i jej lider potępiali politykę KPB i wyrażali poparcie dla niepodległości Białorusi.
W sierpniu 1991 roku, podczas puczu moskiewskiego, Alaksandr Łukaszenka określał się jako zwolennik „pieriestrojki” i demokratyzacji, obwiniając komunistów o kryzys, w którym znalazł się kraj. Ostro wystąpił przeciwko propozycji pierwszego sekretarza KC KPB Anatola Małafiejeua, by ogłosić w republice stan wyjątkowy i utworzyć stanowisko prezydenta, twierdząc, że grozi to wprowadzeniem na Białorusi dyktatury. 24 sierpnia 1991 roku, na nadzwyczajnej sesji Rady Najwyższej zwołanej na wniosek deputowanych BFL, na wniosek Alaksandra Łukaszenki i Wiktara Hanczara został odwołany ze stanowiska przewodniczący parlamentu Mikałaj Dziemianciej. Łukaszenka wystąpił przeciwko upaństwowieniu własności dawnego Komsomołu (przemianowanego na Związek Młodzieży Białorusi). Dzięki jego staraniom organizacja zachowała swoje struktury, nieruchomości, dotacje budżetowe i inną własność.
W późniejszym okresie Alaksandr Łukaszenka zaczął się deklarować jako zwolennik prezydenckiego systemu władzy, twierdząc, że wprowadzi to oczekiwane przez naród silne przywództwo i poczucie kierunku. Popierał ścisłe związki Białorusi z Rosją, twierdząc, że Białorusini i Rosjanie walczyli razem w Armii Czerwonej przeciwko nazistom, a upadek Związku Radzieckiego był największą katastrofą XX wieku. Proponował unię gospodarczą z Rosją, wspólną walutę i wprowadzenie języka rosyjskiego jako drugiego, obok białoruskiego, języka oficjalnego na Białorusi. Zapowiadał chęć walki z korupcją. Za problemy materialne mieszkańców Białorusi obwiniał kierownictwo polityczne kraju, przede wszystkim premiera Wiaczasłaua Kiebicza i przewodniczącego Rady Najwyższej Stanisłaua Szuszkiewicza.
W kwietniu 1993 roku (według innego źródła – 4 czerwca 1993 roku) objął funkcję przewodniczącego Czasowej Komisji ds. Badania Działalności Komercyjnych Struktur Utworzonych przy Organach Władzy Państwowej (zwanej potocznie „Komisją do Walki z Korupcją”). Zwolennikiem przyznania mu tego stanowiska był przewodniczący Rady Najwyższej Stanisłau Szuszkiewicz, który zakładał, że bezkompromisowy polityk przyczyni się do wykrycia bezprawnych działań ludzi z otoczenia premiera Wiaczasłaua Kiebicza. „Komisja do Walki z Korupcją” posiadała znaczne pełnomocnictwa, w tym prawo do kontroli dowolnej dokumentacji wszelkich organizacji, łącznie z niepaństwowymi. W grudniu 1993 roku Łukaszenka zaprezentował w Radzie Najwyższej raport na temat korupcji w ponad trzygodzinnym wystąpieniu transmitowanym na żywo przez media. Formułował w nim zarzuty pod adresem zarówno urzędników średniego szczebla, jak i kierownictwa Rady Najwyższej, przede wszystkim premiera Wiaczasłaua Kiebicza i przewodniczącego Rady Najwyższej Stanisłaua Szuszkiewicza. W odpowiedzi prokurator generalny stwierdził, że wszystkie przedstawione w raporcie sprawy zostały już zbadane i wyjaśnione, w związku z czym nikomu nie postawiono oficjalnych zarzutów. Tym niemniej Alaksandr Łukaszenka stał się wówczas powszechnie znany w społeczeństwie jako nieprzejednany przeciwnik korupcji, a na jego konkurentów politycznych zostało rzucone podejrzenie. W późniejszym czasie kontynuował tę linię, twierdząc, że cała klasa polityczna Białorusi jest skorumpowana, a przyczyną podejrzeń mogło być np. posiadanie mieszkania czy samochodu. W czasie wystąpień w mediach oskarżał o „nielegalne machinacje” wicepremierów Stanisłaua Bryla i Mikałaja Koscikaua, ministra obrony Pawła Kazłouskiego, ministra spraw zagranicznych Piotra Krauczankę i ministra stosunków ekonomicznych z zagranicą Uładzimira Radkiewicza, a premiera Wiaczasłaua Kiebicza – o pobłażliwość wobec łamania prawa. W styczniu 1994 roku doprowadził do odwołania ze stanowiska przewodniczącego parlamentu (wówczas głowy państwa) Stanisłaua Szuszkiewicza, oskarżając go o przywłaszczenie 100 dolarów amerykańskich za materiały do budowy daczy. Premiera Kiebicza określił mianem „szefa promoskiewskiej mafii”. 1 kwietnia 1994 roku „Komisja do Walki z Korupcją” została zlikwidowana, ponieważ, według uzasadnienia, „wypełniła swoje obowiązki”.

### Wybory prezydenckie w 1994 roku

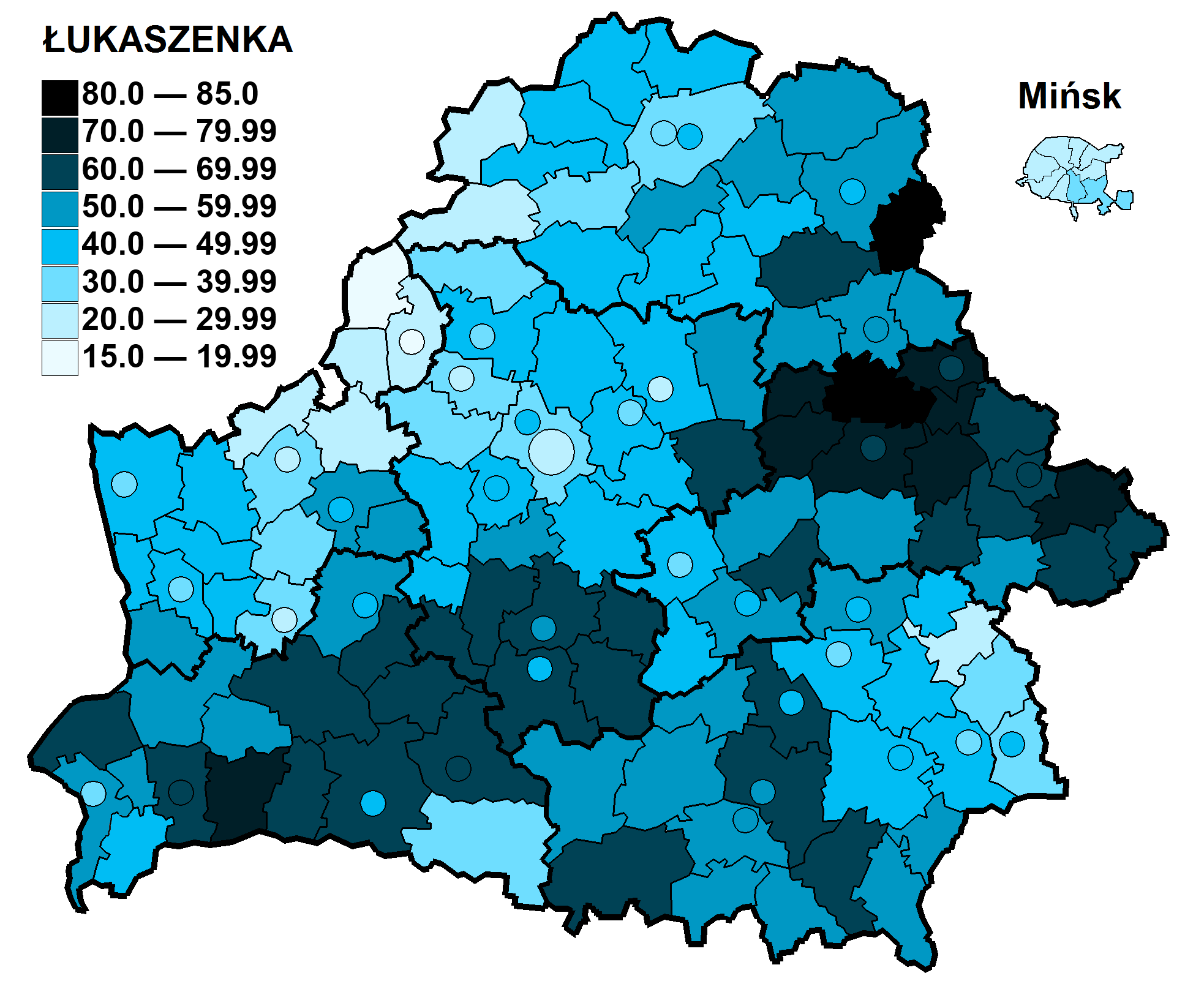
Wyniki uzyskane przez Alaksandra Łukaszenkę w pierwszej turze wyborów prezydenckich w 1994 roku

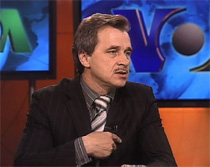
Anatol Labiedźka – jeden z członków sztabu Alaksandra Łukaszenki w czasie wyborów prezydenckich w 1994 roku

W 1994 roku Alaksandr Łukaszenka wystartował jako kandydat niezależny w wyborach na stanowisko prezydenta Republiki Białorusi. Kampanię wyborczą rozpoczął przed jej oficjalnym początkiem, który miał miejsce 15 kwietnia. Nie posługiwał się ściśle sprecyzowanym programem wyborczym w zakresie polityki czy gospodarki. Jego głównymi hasłami wyborczymi stały się: „powrót do ZSRR”, bez określenia, co oznacza ten termin, oraz „nie z lewicą, nie prawicą, ale z ludem”. W swoich przemówieniach kładł duży nacisk na walkę z korupcją, zyskując w mediach miano „postrachu aferzystów”. Wśród jego obietnic wyborczych znalazło się wykrycie przestępstw co najmniej dwudziestu wysoko postawionych osób. W czasie jednego z wieców powiedział, że gdy wygra wybory, wszystkich urzędników „wyśle albo w Alpy, albo w Himalaje”. Twierdził, że jest w posiadaniu teczek, którymi groził m.in. swojemu kontrkandydatowi, premierowi Wiaczasłauowi Kiebiczowi. Występował przeciwko własności prywatnej i prywatyzacji, ponieważ, jego zdaniem, własność państwowa nie wyczerpała jeszcze wszystkich możliwości. Za przyczynę kryzysu w kraju podawał dotychczasowe, idące jego zdaniem w złym kierunku, reformy. W kwestii polityki zagranicznej przyjął wybitnie prorosyjskie stanowisko, proponując unię z Rosją i oświadczając m.in., że „jeśli będzie trzeba, to padnie w Moskwie na kolana, aby tylko wcielono Białoruś do Rosji”. Zabiegał o poparcie polskiej mniejszości narodowej, odwiedzając w czasie kampanii siedzibę Związku Polaków na Białorusi i obiecując poparcie i pomoc dla inicjatywy stworzenia polskiej szkoły w Grodnie.
W czasie kampanii wyborczej wokół Alaksandra Łukaszenki zgromadzony był sztab młodych działaczy, którzy kształtowali jego wizerunek. Sztabem kierował Leanid Sinicyn (deputowany do Rady Najwyższej i dawny budowniczy), a w jego skład wchodzili: Dzmitryj Bułhakau, Wiktar Hanczar (deputowani i prawnicy), Alaksandr Fiaduta (pierwszy sekretarz Związku Młodzieży Białorusi, dawnego Komsomołu), Anatol Labiedźka, Iwan Ciciankou (przewodniczący Komisji Rady Najwyższej ds. Likwidacji Następstw Katastrofy Czarnobylskiej) oraz Wiktar Szejman. Wizerunek Łukaszenki w czasie kampanii wyborczej pod pewnymi względami był podobny do kandydata władzy, Wiaczasłaua Kiebicza: obaj w kampanii nie opierali się na partii, nie mieli dokładnego programu i ideologii, kierowali się koniunkturą, związani byli z komunistami. W czasie kampanii zwracano więc uwagę na różnice między nimi. Łukaszenka prezentował się jako młody i rzutki polityk, „człowiek z ludu” o swojskim pochodzeniu i manierach, w odróżnieniu od Kiebicza – przedstawiciela dotychczasowych elit politycznych, skompromitowanej i niepopularnej nomenklatury. Zdaniem Briana Bennetta duże znaczenie w czasie kampanii miało także to, że 39-letni Łukaszenka był o pokolenie młodszy od Kiebicza i Szuszkiewicza, oraz „wydawał się uosabiać cechy młodego, europejskiego państwa, którym chciał zarządzać”. Alaksandr Łukaszenka nie tylko składał obietnice, ale też sięgał po hasła populistyczne: o korupcji wśród urzędników, o „spisku demokratów”, o „zdrajcach”, którzy we współpracy z wrogimi zagranicznymi wywiadami zniszczyli Związek Radziecki. Wśród jego zwolenników byli niektórzy politycy Ludowego Ruchu Białorusi, który popierał także kandydaturę Wiaczasłaua Kiebicza. Za swoją jednoznacznie prorosyjską postawę zyskał poparcie ugrupowania Sobór Słowiański – Biała Ruś. Dzięki sprawnym mowom, populistycznym hasłom i jednocześnie dzięki prostemu językowi, którym się posługiwał, szczególne poparcie zyskał wśród tzw. „szerokich mas”, mieszkańców mniejszych miejscowości i wsi.
Siedziba sztabu wyborczego Alaksandra Łukaszenki znajdowała się w budynku Związku Młodzieży Białorusi, który dla tego celu udostępnił jego lider, Alaksandr Fiaduta. Podobnie jak pozostali kandydaci, Łukaszenka otrzymał legalnie z budżetu państwa 20 milionów rubli białoruskich na koszty kampanii. Jednak zdaniem politologa Andreja Lachowicza, była ona dodatkowo finansowana w sposób nielegalny z pomocą niektórych polityków. Iwan Ciciankou miał ze środków budżetowych kupić dwa nowe samochody marki Mercedes-Benz, które kandydat na prezydenta miał do dyspozycji w czasie swojej kampanii. Również Uładzimir Harkun, przewodniczący Komisji ds. Rolnych i związane z nim osoby miały dokonywać nielegalnych operacji finansowych, których celem było przekierowanie środków z budżetu państwa na kampanię wyborczą Alaksandra Łukaszenki. Działalność ta, zdaniem Andreja Lachowicza, odbywała się za cichą zgodą kierownictwa organów ochrony porządku publicznego.
Ówcześni komentatorzy kampanii wyborczej niejednokrotnie wskazywali Alaksandra Łukaszenkę jako faworyta wyborów. W marcu 1994 roku jego zwycięstwo przewidywał przewodniczący komisji ustawodawczej Rady Najwyższej Dzmitryj Bułachau. Z kolei komentatorzy, którzy sceptycznie odnosili się do szans Łukaszenki na wygraną, argumentowali, że zawieszenie przez parlament prac kierowanej przez niego „Komisji do Walki z Korupcją” wpłynie na spadek jego popularności.
Kandydaci na prezydenta mieli obowiązek do 15 maja zgromadzić 100 tysięcy podpisów poparcia, by być zarejestrowanymi. Alaksandr Łukaszenka zdobył 177 tysięcy podpisów poparcia (według innego źródła – 156 tysięcy). Wśród kontrkandydatów więcej od niego zgromadzili m.in. Wiaczasłau Kiebicz (400 tysięcy; według innego źródła – 411 tysięcy), Zianon Pazniak (230 tysięcy; według innego źródła – 217 tysięcy) i Wasil Nowikau 200 tysięcy; (według innego źródła – 184 tysiące). W pierwszej turze wyborów 23 czerwca Łukaszenka zajął pierwsze miejsce, uzyskując 44,8% głosów (według innego źródła – 45,1%) i znacznie wyprzedzając będącego na drugim miejscu Wiaczasłaua Kiebicza (17,3%; według innego źródła – 17,4%). Zdaniem Alaksandra Fiaduty, dwaj inni kandydaci na prezydenta, Alaksandr Dubko i Wasil Nowikau, zostali wystawieni na kandydatów przez Kiebicza z zadaniem odebrania części głosów Łukaszence. W drugiej turze wyborów 10 lipca 1994 roku Łukaszenka pokonał Kiebicza, uzyskując 80% głosów (według innych źródeł – 81% lub 80,1%) i tym samym został wybrany na stanowisko pierwszego prezydenta Republiki Białorusi. Zwycięstwo osiągnął głównie dzięki poparciu mieszkańców wsi i małych miejscowości, osób z niskim poziomem wykształcenia i złej kondycji materialnej.

### „Fizyczne ataki” w czasie kampanii wyborczej
Kilka dni przed I turą wyborów prezydenckich, 17 czerwca 1994 roku, do wiadomości publicznej została podana informacja, że mercedes Alaksandra Łukaszenki został ostrzelany. W wersji podanej przez sztab Łukaszenki do zdarzenia doszło w momencie, gdy kandydat na prezydenta w towarzystwie członków swego sztabu Iwana Ciciankoua i Wiktara Szejmana podróżowali z Witebska, w okolicy miejscowości Łoźna. W lewych tylnych drzwiach samochodu znajdował się otwór po kuli. Zdarzenie zostało opisane jako dramatyczne, chociaż jego uczestnicy czekali ze zgłoszeniem 9 godzin, a na drodze nie odnaleziono śladów hamowania. Następnego dnia informację o „zamachu” podały wszystkie media państwowe. Alaksandr Łukaszenka w czasie rozmowy z dziennikarzami odrzucił sugestię, że była to próba zabójstwa, twierdząc, że chciano go raczej zastraszyć i zmusić, by zrezygnował z kandydowania na rzecz kogoś innego. Wydarzenie to zwiększyło poparcie dla kandydatury Łukaszenki wśród wyborców. Późniejsze śledztwo wykazało jednak, że kula została wystrzelona prawdopodobnie z wnętrza pojazdu, a on sam wówczas się nie poruszał. Prokuratura Generalna Białorusi uznała, że wydarzenie zostało zainscenizowane. Sprawa nie była kontynuowana.
28 czerwca, w okresie między I i II turą wyborów prezydenckich, w godzinach porannych doszło do drugiego „fizycznego ataku” na Alaksandra Łukaszenkę. Kandydat na prezydenta wraz z zaufanymi osobami: m.in. Leanidem Sinicynem, Wiktarem Kuczynskim i Iwanem Ciciankouem znajdowali się wówczas w budynku Domu Rządu w Mińsku i zmierzali do gabinetu Łukaszenki, gdy zostali „zaatakowani” przez funkcjonariuszy milicji. Celem milicjantów miało być niedopuszczenie Łukaszenki i towarzyszących mu mężczyzn do gabinetu, ci jednak „zdołali się przedrzeć”. Informacja o tym wydarzeniu została szeroko opisana w państwowych mediach, w których zasugerowano, że polecenie napadu wydał minister spraw wewnętrznych generał-major Uładzimir Dańko, a działaniami milicjantów kierował oficer w randze pułkownika. Łukaszenka miał wówczas odnieść fizyczne obrażenia – na fotografiach w mediach widoczne były ślady krwi na jego ubraniu. Kandydat na prezydenta w rozmowie z dziennikarzami zinterpretował zajście jako działanie skorumpowanych polityków, w tym kierownictwa organów ochrony porządku publicznego, którzy usiłują nie dopuścić go do zdobycia władzy z obawy przed karą za swoje przestępstwa.
Zdaniem politologa Alaksandra Lachowicza, oba przypadki ataku na Alaksandra Łukaszenkę były wyreżyserowanymi przedstawieniami, mającymi na celu budowę jego wizerunku w kampanii wyborczej. Ponadto jego zdaniem, świadczą o wspieraniu kandydatury Łukaszenki przez przedstawicieli kierownictwa KGB, MSW i Prokuratury Generalnej.

### Polityka zagraniczna

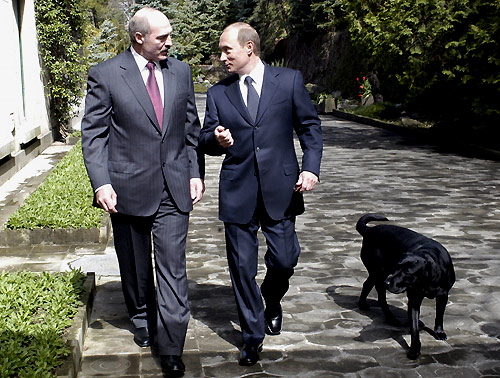
Alaksandr Łukaszenka i Władimir Putin w Soczi, 4 kwietnia 2005

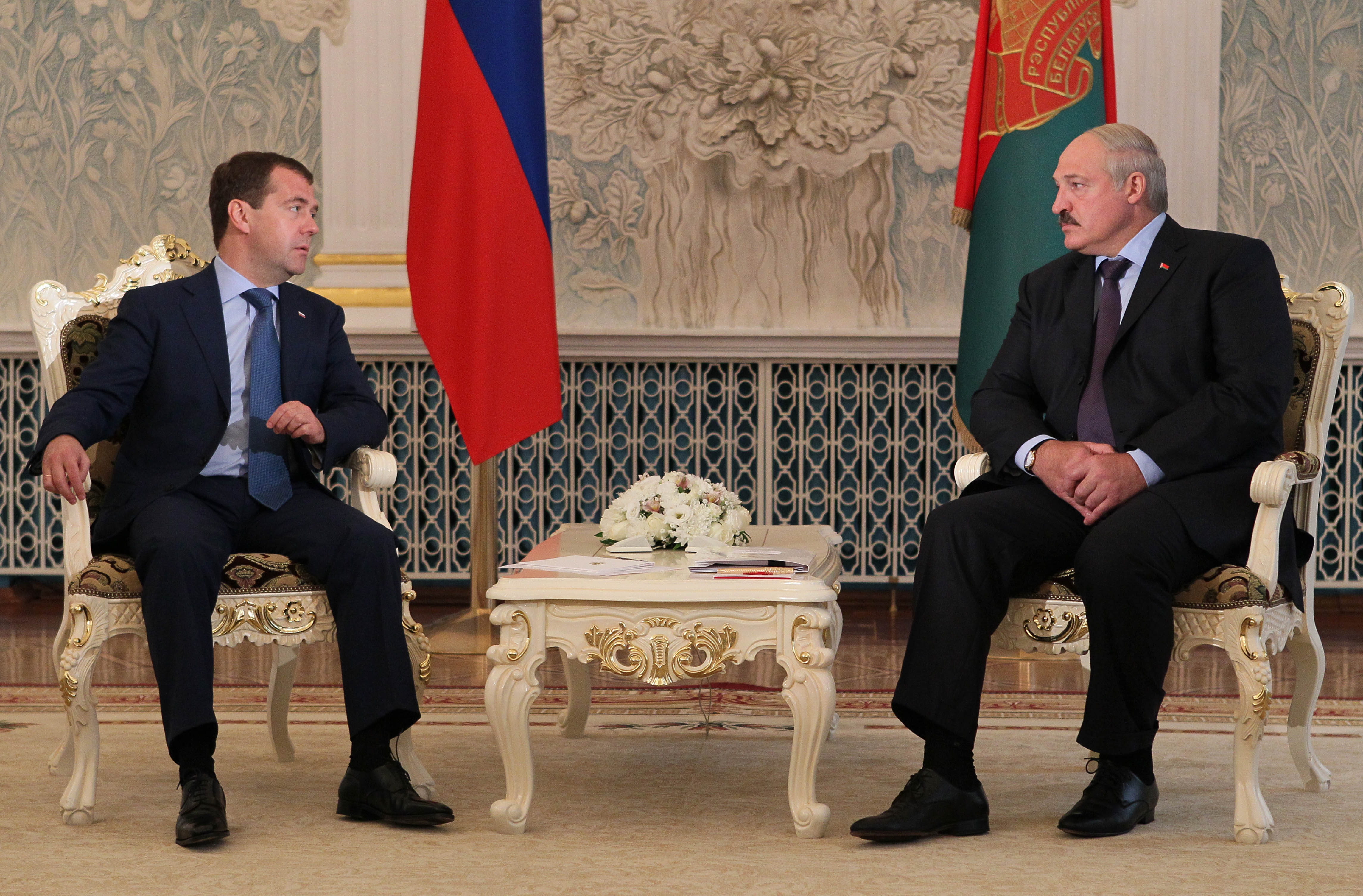
Alaksandr Łukaszenka i Dmitrij Miedwiediew, 18 lipca 2012

Polityka zagraniczna pierwszych miesięcy po objęciu rządów nie dała się zakwalifikować jako szczególnie prorosyjska. Na wiosnę 1995 Łukaszenka zarządził jednak referendum, w którym ludność miała się opowiedzieć za: prowadzeniem ścisłej integracji gospodarczo-politycznej z Moskwą, likwidacją niepodległościowych symboli Białorusi i zastąpieniem ich sowiecką symboliką, jak również równouprawnieniem języków białoruskiego i rosyjskiego. Wedle oficjalnych wyników Białorusini odpowiedzieli twierdząco, jednak według obywatelskiej inicjatywy Karta'97 wyniki zostały sfałszowane.
2 kwietnia 1997 Łukaszenka i Boris Jelcyn podpisali Umowę o Powstaniu Związku Białorusi i Rosji (ZBiR), w której zaznaczono dążenia obu państw do bliskiej integracji politycznej i gospodarczej. Kolejną inicjatywą zjednoczeniową była Umowa o Powstaniu Wspólnego Państwa z 26 grudnia 1999.
Od 2002 datuje się ochłodzenie stosunków białorusko-rosyjskich, co znalazło m.in. wyraz w ostrej reakcji Łukaszenki na propozycję Putina włączenia Białorusi jako guberni do Federacji Rosyjskiej.
W 1998 doprowadził do znacznego ochłodzenia stosunków z krajami zachodnimi swą nieustępliwą postawą wobec remontu osiedla dyplomatów „Drazdy”. Większość dyplomatów zagranicznych, w tym przedstawiciele Polski, opuściła wówczas Białoruś. W 1999 wystąpił zdecydowanie jako obrońca Slobodana Miloševicia przed, jak to określił, bezprawną agresją państw NATO. Wypowiadał się nie tylko przeciwko sposobowi rozwiązania konfliktu przez kraje Zachodu, ale w ogóle kwestionował fakt czystek etnicznych w Kosowie. Był jednym z inicjatorów przyłączenia Jugosławii do inicjatywy ZBiR. W trakcie swej kadencji pozytywnie wyrażał się także o Saddamie Husajnie, Muammarze Kaddafim oraz przywódcach komunistycznej Korei Północnej. W 2005 obradujący w Mińsku IX Zjazd Wszechsłowiański wybrał go honorowym przewodniczącym Międzynarodowego Komitetu Słowiańskiego.
Patrząc długofalowo na rezultaty działań prezydenta Białorusi, trzeba przyznać, że odniósł on duże sukcesy w osiąganiu korzyści ze związków gospodarczych z Rosją i tranzytowego położenia państwa. Dzięki umiejętnemu prowadzeniu polityki zagranicznej Białoruś otrzymywała najtańszy gaz z państw europejskich (w przybliżeniu sześć razy tańszy niż Polska). Cena 46,68 $/1000 m³ była ceną niewiarygodnie niską nawet jak na dawne kraje radzieckie (WNP), nie mówiąc już o Europie, gdzie cena gazu dochodziła do 300 $/1000 m³. W głównej mierze dzięki bardzo niskim cenom zakupu surowców energetycznych białoruska gospodarka osiągała przez wiele lat bardzo wysoki wzrost gospodarczy. W 2007 r. swoje apogeum osiągnął kryzys na linii Mińsk–Moskwa, który trwał od ponad roku i miał wymiar konfliktu surowcowo-energetycznego. Reperkusją było narzucenie przez Rosję na początku 2007 r. wyższych stawek za import gazu przez Białoruś. Zważywszy na skutki konfliktu można uznać, iż Łukaszenka osiągnął w nim sukces na płaszczyźnie gospodarczej. W dalszym ciągu Białoruś była przez Rosję dofinansowana. W samym gazie ziemnym była to kwota 3,3 miliarda $ w ciągu roku (w ropie naftowej podobnie). W czasie kryzysu Łukaszenka przez swe (z pewnością – nieeleganckie) zachowanie uniknął szokowego wzrostu cen surowców, który mógłby spowodować kryzys gospodarczy. Dzięki tym działaniom rozłożono wzrost kosztów dla gospodarki i dla ludności na kilka lat, co zmniejszyło siłę uderzenia i pozwoliło na przystosowanie się przedsiębiorstw do nowych warunków gospodarczych.
Łukaszenka ostro sprzeciwił się amerykańskim inwazjom na Afganistan oraz Irak, nazywając je zbrodnią przeciwko ludzkości i porównując do ataków Hitlera na Czechosłowację i Związek Radziecki. W 2003 przez pewien moment rozważana była możliwość emigracji Saddama Husajna do Mińska, co spotkało się z kpiną mediów europejskich oraz zaniepokojeniem Stanów Zjednoczonych.
Po 2000 r. Białoruś wyraziła wolę zaangażowania się w rozwój wielowektorowej polityki zagranicznej. W ramach tej polityki jednymi z najważniejszych kierunków stały się wówczas kraje Ameryki Łacińskiej, a w szczególności: Wenezuela, Brazylia, Argentyna, Kuba i Ekwador. Jednym z elementów polityki wielowektorowości było przystąpienie do Ruchu Państw Niezaangażowanych.
Jesienią 2008 r. Unia Europejska wznowiła kontakty dyplomatyczne z Białorusią, uzasadniając to „pewnym postępem” w procesie demokratyzacji kraju. W marcu 2009 Zachód zadecydował o zawieszeniu na kolejne dziewięć miesięcy sankcji wizowych wobec niektórych przedstawicieli władz. Łukaszenka został zaproszony również na Szczyt UE, by zdecydować o włączeniu Białorusi do europejskiej inicjatywy Partnerstwo Wschodnie.
27 kwietnia 2009 Łukaszenka odbył swoją pierwszą od 14 lat wizytę na Zachodzie. Odwiedził Włochy i Watykan, gdzie spotkał się m.in. z papieżem Benedyktem XVI oraz premierem Silvio Berlusconim.

### Polityka wewnętrzna
W 1996 r. doszło na Białorusi do zmiany konstytucji. Rozwiązano dotychczasową Radę Najwyższą XIII Kadencji, zastępując ją dwuizbowym parlamentem. Deputowani Rady nie pogodzili się z ewidentnym złamaniem zasad konstytucyjnych i nadal uważają siebie za legalnie wybranych posłów. W tym samym roku bezprawnie przedłużono również kadencję Łukaszenki do 2001. Konstytucyjnie wybory powinny były się odbyć w 1999 r.
Przez opozycję Łukaszenka oskarżany jest o utworzenie tzw. „szwadronów śmierci”, nieformalnej struktury MSW, odpowiedzialnej za zamordowanie i zniknięcie kilku czołowych opozycjonistów. Łukaszenkę oskarża się o zamordowanie byłych deputowanych do Rady Najwyższej Białorusi Wiktara Hanczara i Anatola Krasouskiego, byłego szefa MSW Juryja Zacharanki, Hienadzia Karpienki, operatora telewizji ORT Dzmitryja Zawadskiego. Pułkownik białoruskiego MSW Aleh Ałkajew, po ucieczce do Niemiec potwierdził przypuszczenia opinii międzynarodowej, że na Białorusi, z polecenia prezydenta Łukaszenki powstała specjalna jednostka likwidująca białoruskich opozycjonistów. Ałkajew przez ostatnie dziesięć lat sprawował funkcję naczelnika więzienia śledczego w Mińsku, był odpowiedzialny za wykonanie wyroków kary śmierci (obecny podczas 130 egzekucji dokonanych strzałem w tył głowy z wyposażonego w tłumik pistoletu PB-9).
Głosowanie prezydenckie z września 2001 odbyło się w cieniu ataku islamistów na Stany Zjednoczone, stąd więc nie spotkało się z należytą uwagą ze strony Zachodu. Łukaszenka wygrał wybory już w pierwszej turze, zdobywając 76% głosów i pokonując dwóch kandydatów opozycyjnych.
W październiku 2000 miały miejsce wybory do Izby Reprezentantów i Rady Republiki, w których opozycja zdobyła paręnaście mandatów.
17 października 2004 miały miejsce kolejne wybory, w wyniku których przedstawiciele opozycji nie znaleźli się w parlamencie. Wraz z wyborami odbyło się tzw. referendum konstytucyjne, w którym naród uroczyście pozwolił Łukaszence na startowanie w następnych wyborach prezydenckich w 2006 r. Pozwolił mu je także wygrać po raz trzeci. Przed kolejnymi wyborami, na początku marca 2006, Instytut Gallupa przeprowadził sondaż, w którym poparcie dla Łukaszenki wyraziło 49% Białorusinów. Oficjalnie w wyborach 20 marca Aleksandr Łukaszenka zdobył (według Białoruskiej Centralnej Komisji Wyborczej) 82,6% głosów, pokonując tym samym demokratycznego kandydata Alaksandra Milinkiewicza (zdobył on 6% poparcia). Według anonimowych oficerów białoruskiego KGB Łukaszenka w rzeczywistości otrzymał 49% głosów.

## Krytyka

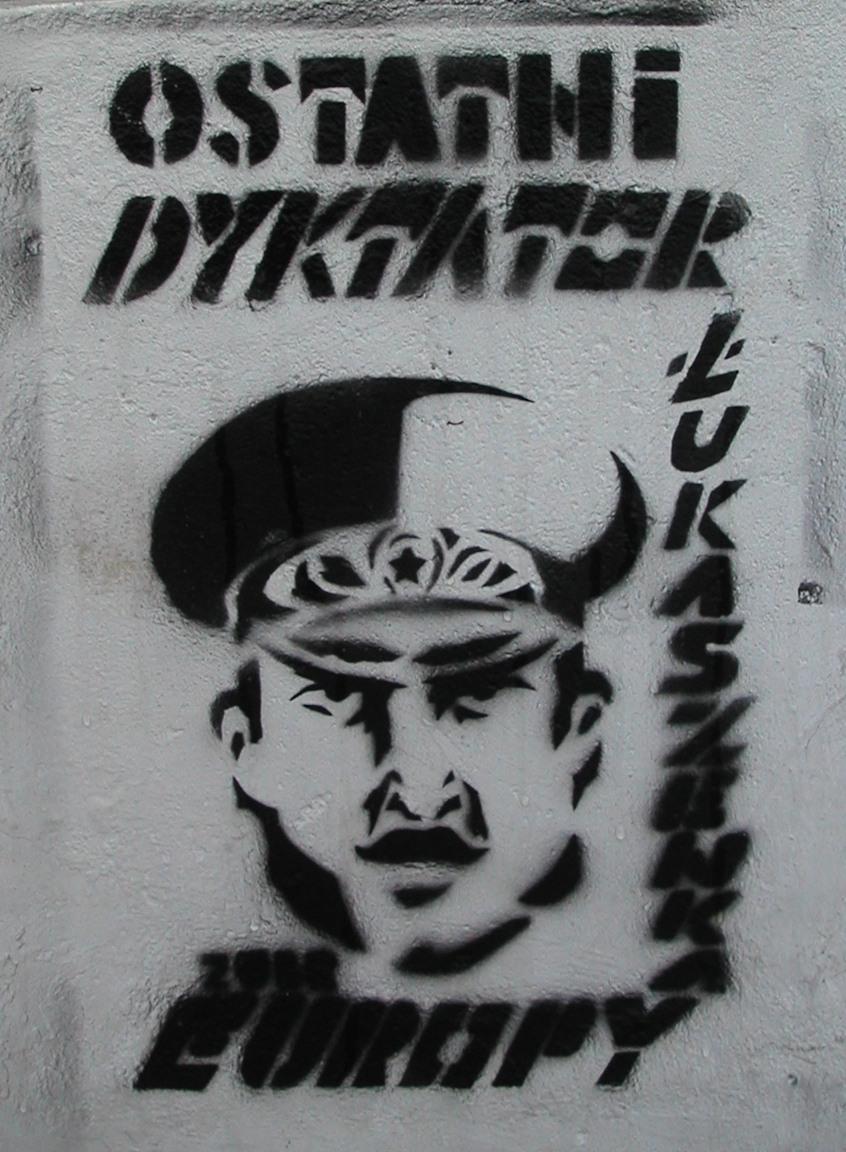
Graffiti w Warszawie, listopad 2002 roku

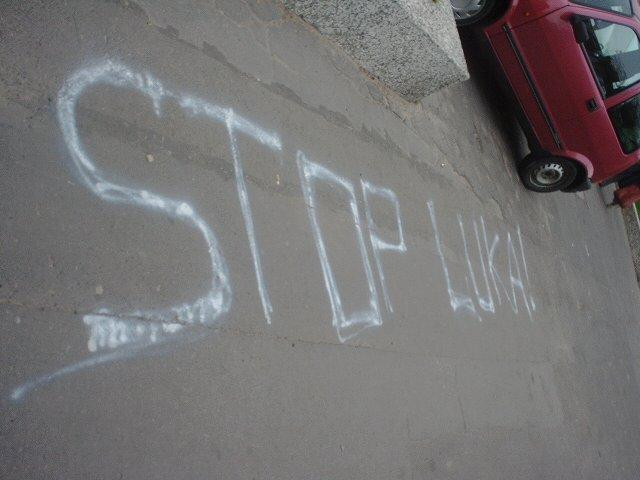
Napis przed ambasadą Białorusi w Warszawie, grudzień 2002 roku

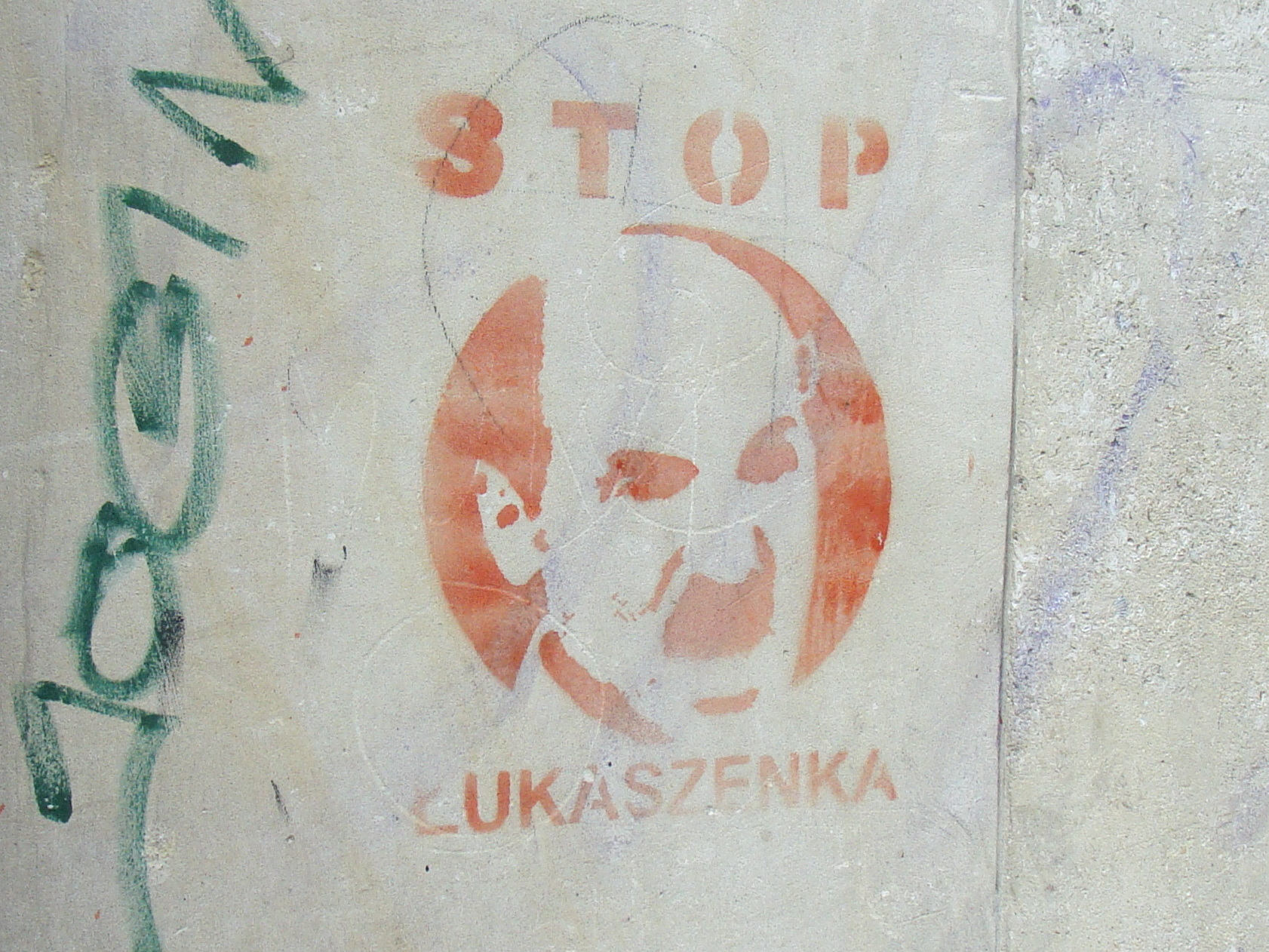
Graffiti w Warszawie, marzec 2012 roku

Alaksandr Łukaszenka jest oskarżany przez białoruską opozycję, liczne białoruskie i zagraniczne organizacje pozarządowe, a także przez rządy wielu państw, przede wszystkim Europy Zachodniej i Stanów Zjednoczonych, o poważne i notoryczne łamanie praw człowieka i zasad demokracji. Według raportu przygotowanego przez polską Fundację Wolność i Demokracja, Alaksandr Łukaszenka pełni obowiązki prezydenta bezprawnie, jest także głównym zleceniodawcą „licznych przestępstw przeciwko własnemu narodowi, w tym porwań, bezprawnych uwięzień i aresztowań, pobić, tortur, grzywien, bezprawnych zwolnień z pracy, relegowania z uczelni, zastraszania i szantażowania”. Zdaniem fundacji, Łukaszenka jest też podejrzany o udział w zabójstwach politycznych oponentów: Juryja Zacharanki, Wiktara Hanczara, Anatola Krasouskiego i Dzmitryja Zawadskiego.
Łukaszenka często określany jest mianem „ostatniego dyktatora w Europie”. Tak nazwali go m.in. ministrowie spraw zagranicznych Niemiec Guido Westerwelle i Szwecji Carl Bildt, a także pełnomocnik rządu federalnego Niemiec ds. praw człowieka Markus Löning. Również sam Łukaszenka mówi o sobie, że jest ostatnim dyktatorem w Europie i nie ukrywa, że to określenie mu się podoba.
W 2013 roku otrzymał nagrodę Ig Nobla w dziedzinie pokoju za to, że zakazał publicznego klaskania.

### Sankcje z UE i innych krajów
Łukaszenka został wpisany na Czarną listę UE, Specially Designated Nationals and Blocked Persons List USA, oraz jego nazwisko znajduje się na listach sankcyjnych Wielkiej Brytanii, Kanady, Szwajcarii, Japonii, Australii, oraz Nowej Zelandii.

## Alaksandr Łukaszenka w kulturze

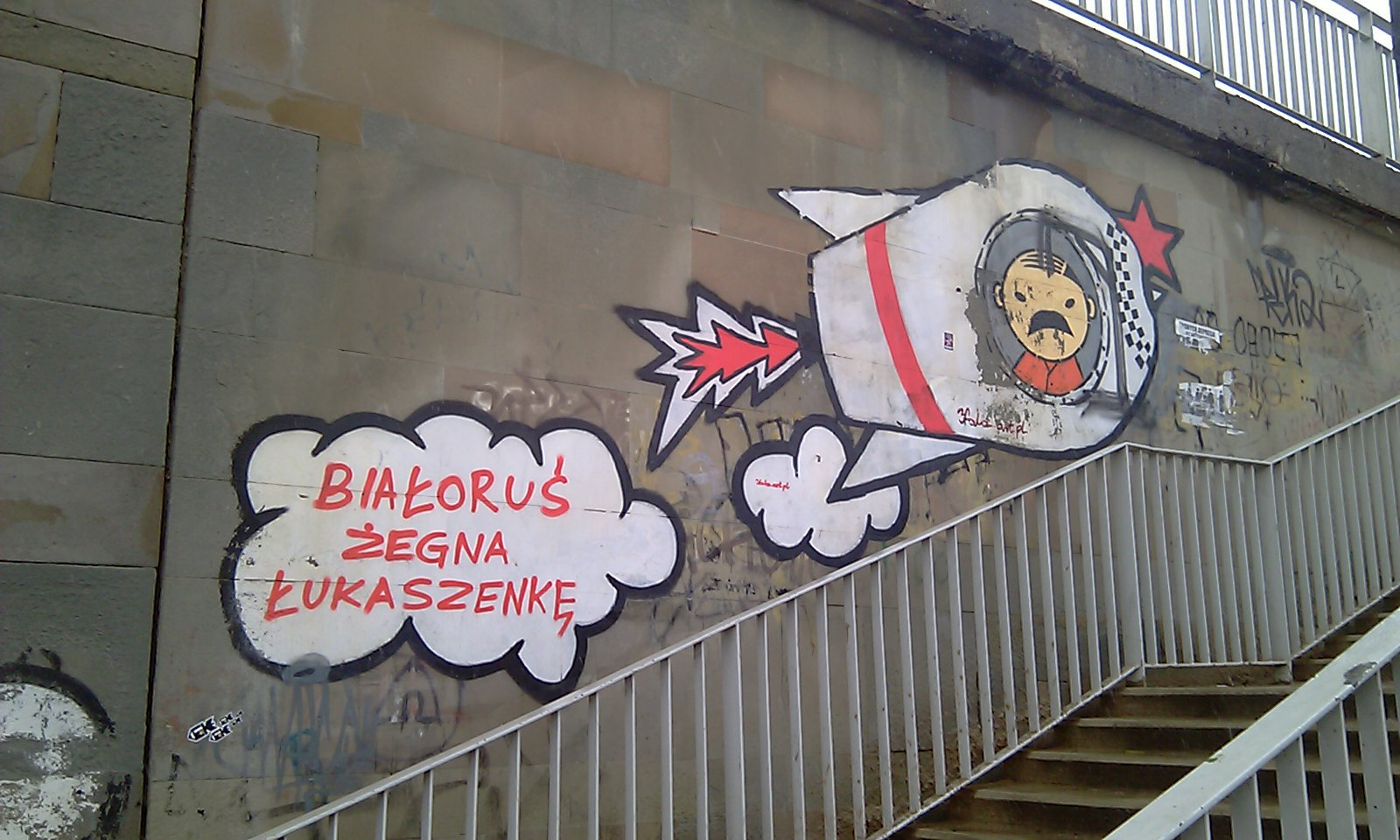
Graffiti w Warszawie, styczeń 2011 roku

Ze względu na znaczny wpływ na życie Białorusinów, stałą obecność w mediach oraz wzbudzane kontrowersje, Alaksandr Łukaszenka stał się częstym tematem filmów, książek, piosenek, a nawet malarstwa na Białorusi i poza nią. W białoruskich państwowych mediach i instytucjach prezentowana jest twórczość gloryfikująca Łukaszenkę jako przywódcę i dobrego ojca narodu. Powstały liczne piosenki na temat prezydenta, zwłaszcza w okresach poprzedzających wybory prezydenckie, m.in. Słuszaj Baćku (pol. Słuchaj ojca). Przed wyborami prezydenckimi w 2010 roku ukazała się piosenka zespołu Rocker Jocker pt. Sania ostanietsia z nami (pol. Sania zostanie z nami; Sania to zdrobniona forma imienia Alaksandr). W okresie poprzedzającym wybory utwór emitowany był przez białoruskie stacje radiowe. Jedna z nich poinformowała o otrzymaniu ustnego polecenia od Ministerstwa Informacji, by emitować piosenkę co najmniej siedem razy dziennie, jednak samo ministerstwo temu zaprzeczyło. Zdaniem białoruskiego dziennikarza Siarhieja Pielasy utwór mógł być wykorzystywany w kampanii prezydenckiej Alaksandra Łukaszenki, przy czym nie jest jasne, czy został napisany pierwotnie jako wyraz poparcia, czy w konwencji kpiny. Lider zespołu Rocker Jocker zaprzeczył, by agitował za Łukaszenką.
Temat Łukaszenki pojawiał się także w malarstwie. W 2008 roku na wystawie z okazji 90-lecia Sił Zbrojnych Białorusi zaprezentowano obraz Nikołaja Opioka, przedstawiający Łukaszenkę w mundurze, z lornetką w rękach, w otoczeniu wojskowych.
W twórczości autorów niezależnych od białoruskiej władzy Alaksandr Łukaszenka zwykle przedstawiany jest w sposób krytyczny lub prześmiewczy. Część utworów dotyczy Łukaszenki osobiście, zaś wiele innych opisuje stworzoną za jego prezydentury sytuację na Białorusi, w których jednak osoba prezydenta jest silnie obecna.
W 1996 roku powstał silnie krytyczny wobec Łukaszenki film dokumentalny białoruskiego reżysera Juryja Chaszczewackiego pt. „Zwyczajny prezydent” (ros. Obyknowiennyj priezidient).
W białoruskiej literaturze Łukaszenka zazwyczaj przedstawiany jest pod postacią różnego rodzaju alter ego. W opowiadaniu Wasila Bykaua pt. „Osiołek”, opowiedziana została historia fikcyjnego państwa, łudząco podobna do białoruskiej, w którym „Buldożer” doprowadził do upadku „Zielonej Demokracji” i utworzenia „Cynicznej Dyktatury”. W powieści Natalki Babiny pt. „Miasto ryb” Białorusią rządzi fikcyjny prezydent Tarasienka, który, chociaż określony jest jako następca Łukaszenki, wykazuje znaczne podobieństwo z tym ostatnim. W powieściowej Białorusi wszechobecni i wszechwładni są funkcjonariusze służb bezpieczeństwa, wybory są fałszowane, a opozycja prześladowana. Sama autorka przyznała, że postacie w jej książkach posiadają realne pierwowzory, a zniekształcenie nazwisk miało służyć ograniczeniu prawdopodobieństwa represji ze strony władz.
W marcu 2005 roku polskie grupy muzyczne: Ascetoholix, Pięć Dwa Dębiec, Mezo, Duże Pe i Owal nagrały utwór pt. „Jest nas wielu”, w którym m.in. wyraziły oczekiwanie na zmiany polityczne na Białorusi: te dźwięki budzą lęki u Łukaszenki; Białoruś, bądźcie następni!. W lutym 2006 roku polski zespół rockowy Big Cyc napisał piosenkę o Alaksandrze Łukaszence pt. „Dyktator”, w której nazywa go tyranem i prymusem kołchozowych szkół, a rządzoną przez niego Białoruś dyktaturą w cieniu krat. W marcu tego samego roku powstała także wersja piosenki w języku białoruskim.
11 marca 2022 podczas rozmowy z Putinem bronił rosyjskiej inwazji na Ukrainę. Po jego wypowiedzi pojawiły się w internecie liczne memy.

## Odznaczenia i wyróżnienia (lista niepełna)
- Order José Martí (2000, Kuba)
- Wielki Łańcuch Orderu Wyzwoliciela (2007, Wenezuela)[65]
- Order Republiki Serbii drugiego stopnia[66][67][68] (2013, Serbia)
- Order „Za zasługi dla Ojczyzny” II klasy (Rosja)
- Order św. Cyryla Turowskiego nadany przez Białoruski Kościół Prawosławny podlegający Patriarchatowi Moskiewskiemu (26 września 2006)[69]
- Doctor honoris causa Narodowego Uniwersytetu im. Tarasa Szewczenki w Kijowie (2009)[70] (w czerwcu 2021 został pozbawiony tytułu za łamanie praw człowieka na Białorusi i pogardę dla Ukrainy)[71]
- Prezydencki Order Doskonałości (2013, Gruzja)[72]
- Order Aleksandra Newskiego (2014, Rosja)[73][74]
- Order Heydəra Əliyeva (Azerbejdżan)[75]
- Order Nazarbajewa (Kazachstan)[76]
- Order Świętego Andrzeja (2024, Rosja)[77]